# Sanguedo
Sanguedo es una freguesia portuguesa del concelho de Santa Maria da Feira, con 4,31 km² de superficie y 3.542 habitantes (2001). Su densidad de población es de 821,8 hab/km².